# Église des deux conciles
Une Église des deux conciles est une Église antéchalcédonienne qui reconnaît les professions de foi des deux premiers conciles œcuméniques des premiers siècles du christianisme — le premier concile de Nicée (325) et  le premier concile de Constantinople (381).
Une telle Église se distingue de celles des trois conciles, qui reconnaissent en plus le  concile d'Éphèse (431), ainsi que du christianisme chalcédonien, qui reconnaît le concile de Chalcédoine (451) et inclut notamment l'Église orthodoxe — ou  Église des sept conciles —, l'Église catholique — ou Église des vingt-et-un conciles — et la plupart des Églises protestantes. Les Églises des deux conciles ont souvent été qualifiées, par approximation, de « nestoriennes ».

## Définition
Ces Églises se définissent par les conciles œcuméniques qu'elles reconnaissent, à savoir les deux premiers :
1. 325 : Ier concile de Nicée, dit « concile des cinq patriarcats », il condamne la gnose et l'arianisme (doctrine d'Arius). Adoption du Symbole de Nicée. Adoption de la consubstantialité du Père et du Fils. Fixation de la date de Pâques. Adoption de l'ordre des sièges patriarcaux Rome, Alexandrie, Antioche et Jérusalem.
2. 381 : Ier concile de Constantinople contre la négation de la divinité du Saint-Esprit et contre les Ariens. Adoptions de la consubstantialité de l'Esprit-Saint avec le Père et le Fils, du Symbole de Nicée-Constantinople. Attribue le 2e rang au siège patriarcal de Constantinople, reléguant Alexandrie au troisième rang.

Elles se séparent du christianisme majoritaire lors du troisième concile, celui d'Éphèse (431), qui proclame Marie mère de Dieu et condamne Nestorius, proclame l'unité de personne en Jésus-Christ et adopte le Symbole d'Éphèse en 433.

## Noms
Les Églises des deux conciles ont régulièrement été qualifiées à tort de « nestoriennes ». Elles sont parfois connues sous le nom d'« Églises non-éphésiennes » ou d'« Églises pré-éphésiennes ».

## Les différentes Églises
Les Églises qui aujourd'hui forment l'ensemble de l'« Église des deux conciles » sont liées historiquement avec l'ancienne Église de l'Orient :
1. l'Église apostolique assyrienne de l'Orient ;
  - l'Église syrienne chaldéenne (ou malabare orthodoxe).
2. l'Ancienne Église de l'Orient.

## Relations avec les autres Églises
- Dialogue entre les Églises de tradition syriaque ;
- Dialogue entre les Églises des trois conciles et l'Église apostolique assyrienne de l'Orient ;
- Dialogue entre l'Église catholique et l'Église apostolique assyrienne de l'Orient.